# Fletxa Valona 2004
La Fletxa Valona 2004 fou la 68a edició de la cursa ciclista Fletxa Valona. Es disputà el 21 d'abril de 2004 i el vencedor final fou l'italià Davide Rebellin, de l'equip Gerolsteiner.

## Resultats
|    | Ciclista            | Equip                    | Temps      |
| -- | ------------------- | ------------------------ | ---------- |
| 1  | Davide Rebellin     | Team Gerolsteiner        | 4h 31' 33" |
| 2  | Danilo Di Luca      | Saeco                    | + 3"       |
| 3  | Matthias Kessler    | T-Mobile Team            | + 9"       |
| 4  | Michele Scarponi    | Domina Vacanze           | + 12"      |
| 5  | Aleksandr Vinokurov | T-Mobile Team            | + 16"      |
| 6  | Andreas Klöden      | T-Mobile Team            | + 18"      |
| 7  | Frank Vandenbroucke | Mr Bookmaker.com-Palmans | m. t.      |
| 8  | Marcos Serrano      | Liberty Seguros.         | m. t.      |
| 9  | Markus Zberg        | Team Gerolsteiner        | + 20"      |
| 10 | Manuel Beltrán      | US Postal                | s.t.       |